# Codiaeum variegatum
Codiaeum variegatum là một loài thực vật có hoa trong họ Đại kích. Loài này được (L.) Rumph. ex A.Juss. mô tả khoa học đầu tiên năm 1824.

## Hình ảnh

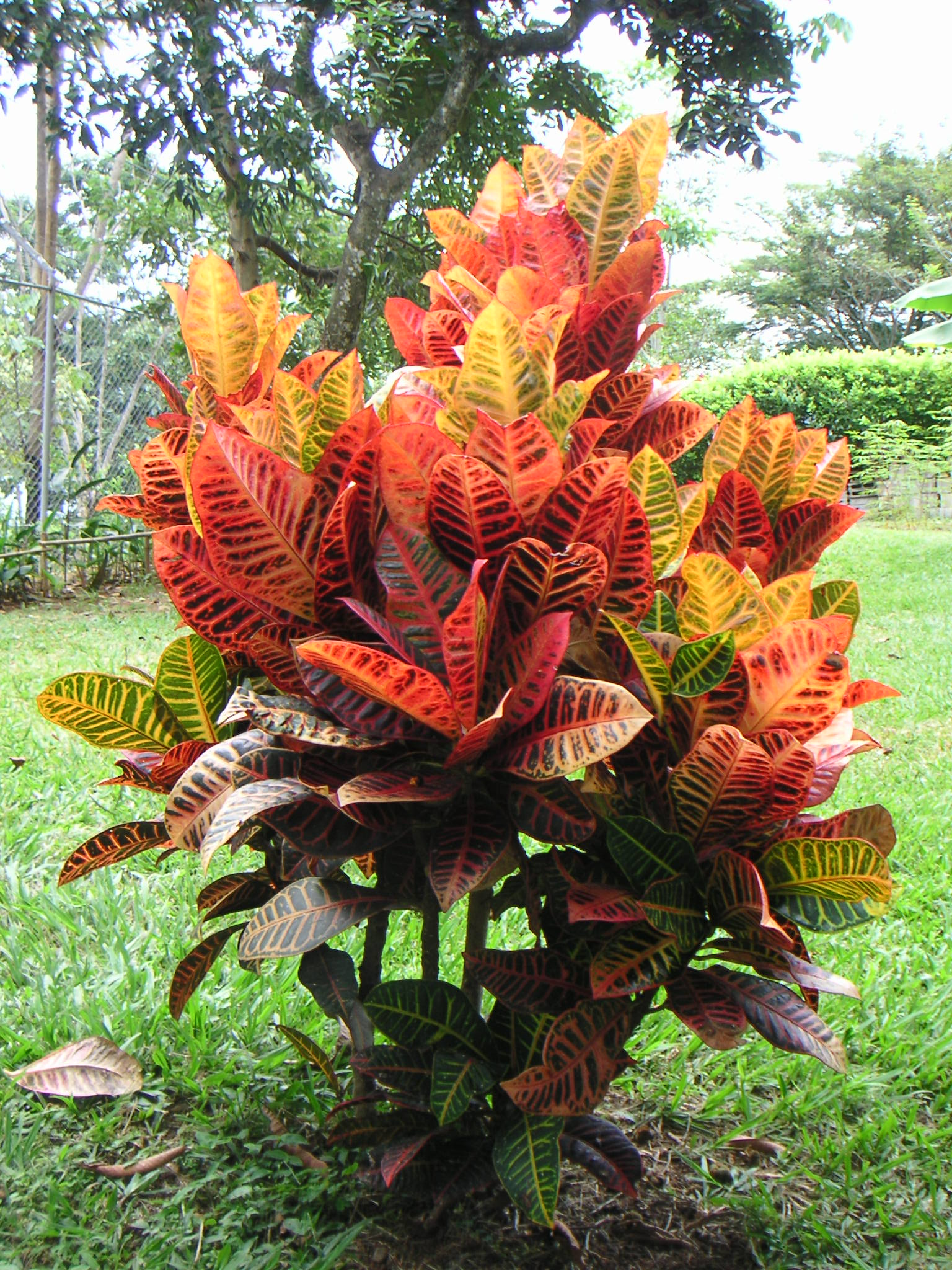
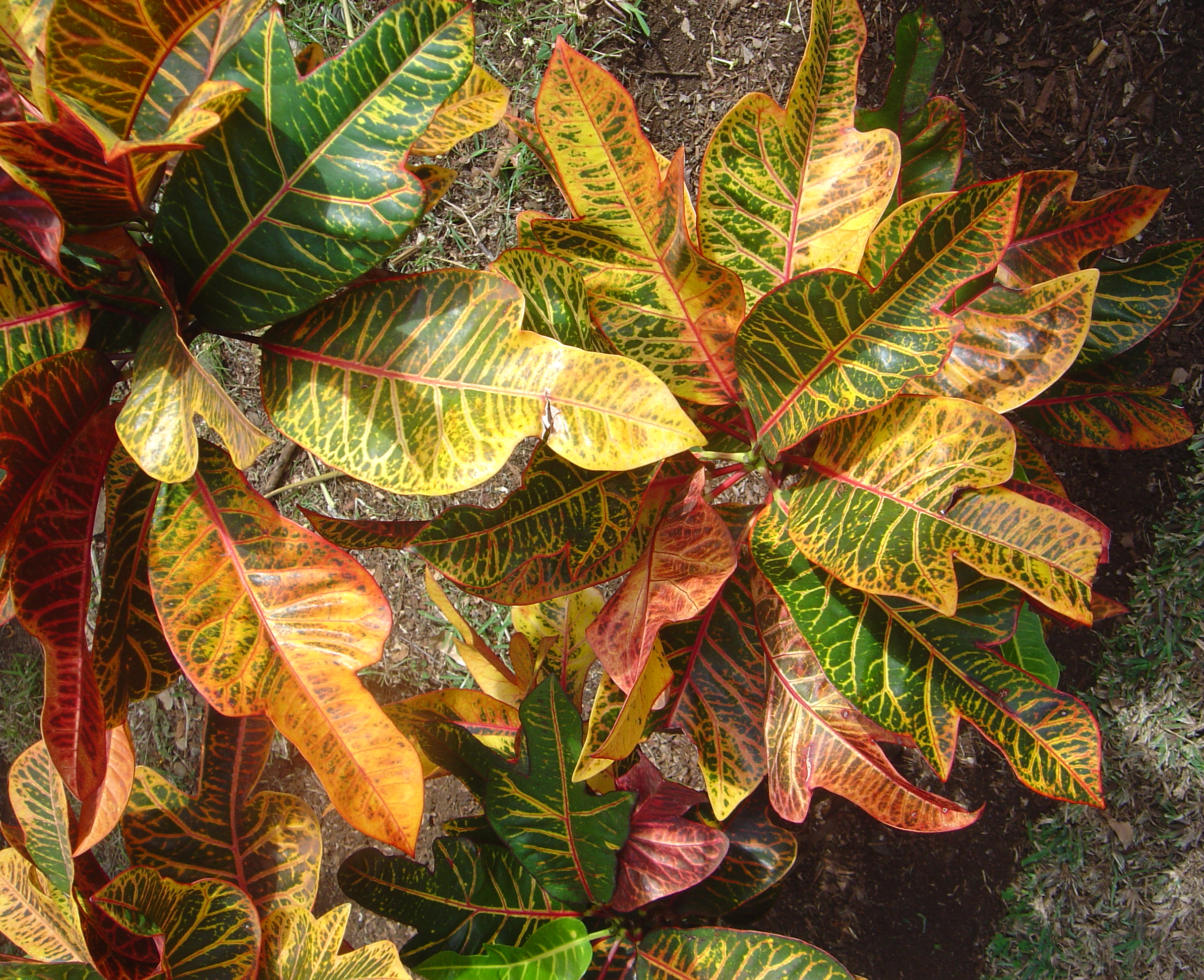
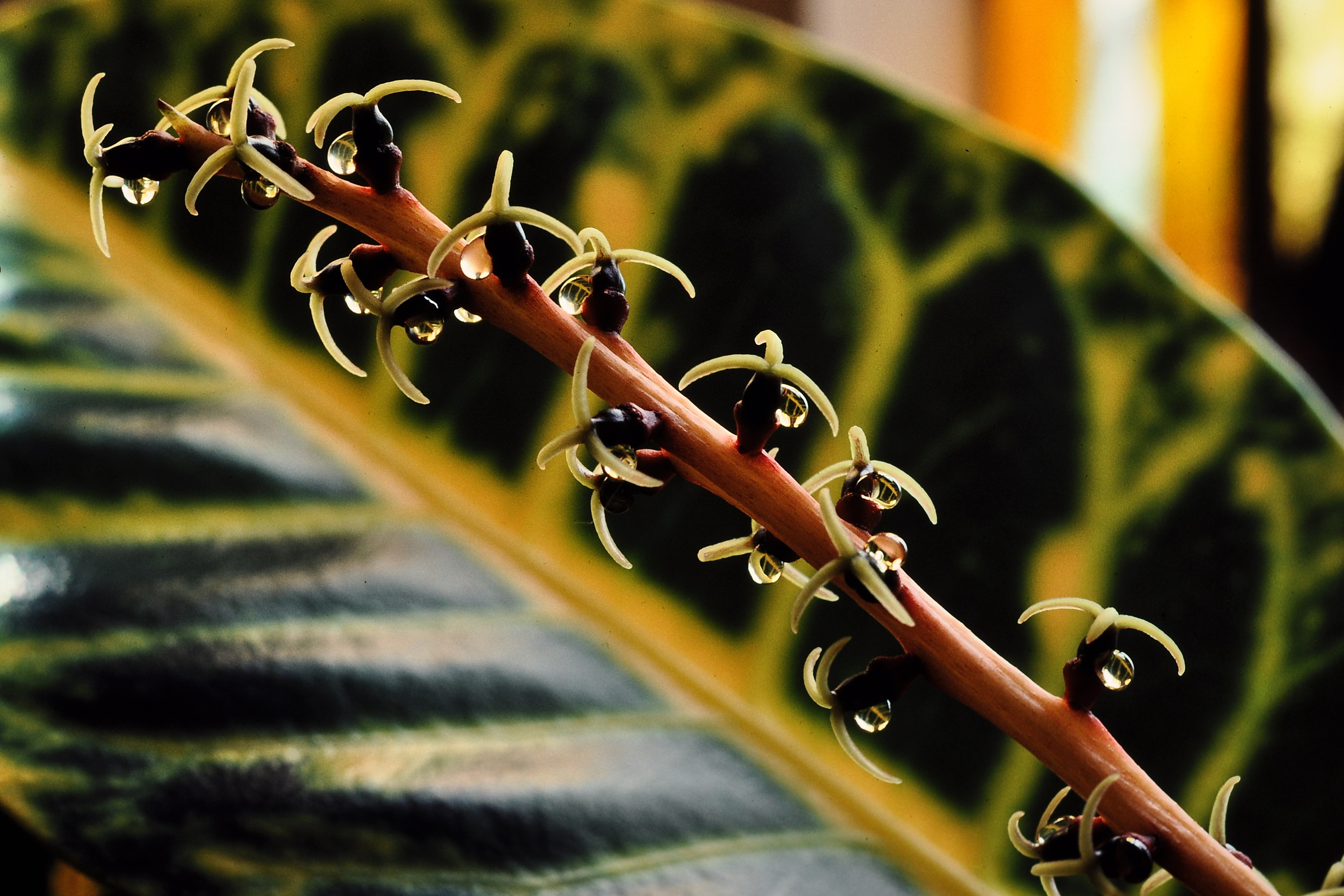
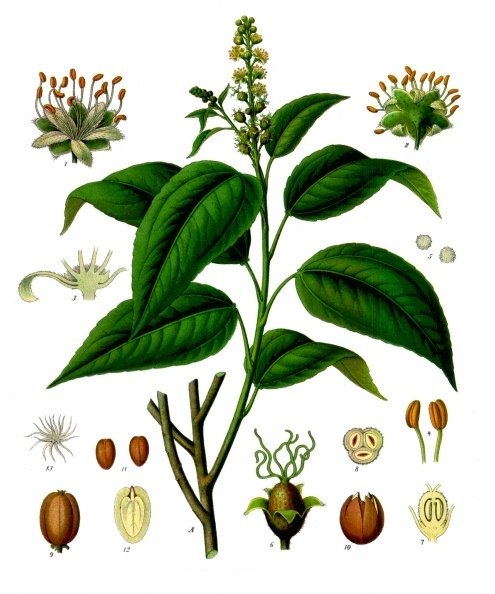
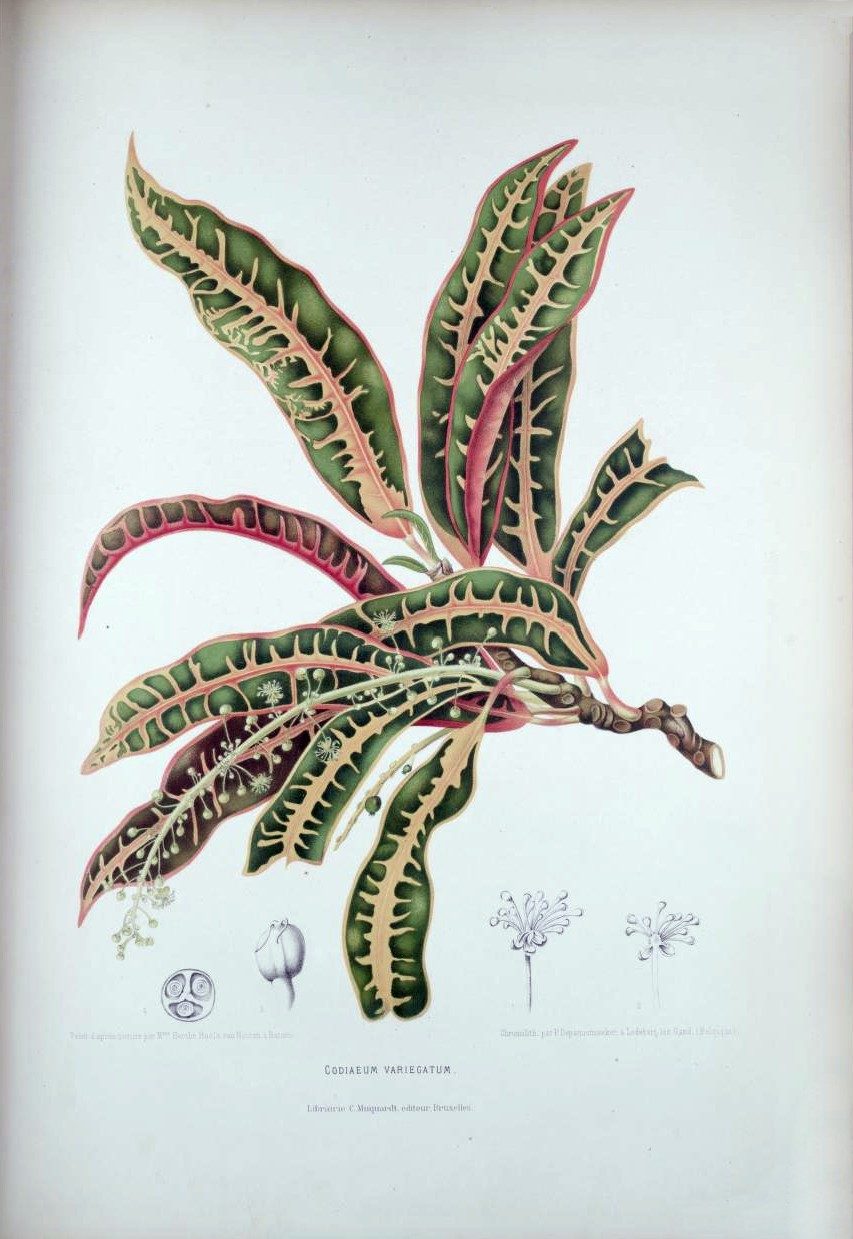